# スパイス王国
株式会社スパイス王国（スパイスおうこく）は、愛媛県砥部町に本社を置くインド料理店であり、中国・四国・関西地方を中心に店舗を構えている。1989年7月8日「タンドール」を設立し、1993年7月8日に「株式会社スパイス王国」へ改名した。

## 沿革
- 1993年7月8日 - タンドール設立。
- 1998年7月8日 - タンドールから株式会社スパイス王国へ改名。